# Rastlinstvo in živalstvo Pakistana
Pakistan obsega raznoliko rastlinstvo in živalstvo v številnih habitatih od morske gladine do visokih območij v gorah, vključno s 195 vrstami sesalcev, 668 vrstami ptic in več kot 5000 vrstami nevretenčarjev. Ta raznolika sestava živalstva države je povezana z lego Pakistana v prehodnem območju med dvema glavnima zoogeografskima regijama, Palearktiko in Orientom. Severne regije Pakistana, ki vključujejo Khiber Pakhtunkhva in Gilgit Baltistan, vključujejo dele dveh vročih točk biotske raznovrstnosti, gorovja Srednje Azije (Tjanšan, Pamir) in Himalaje.

## Habitati

### Severno visokogorje in planote
Severno višavje vključuje nižje ležeča območja Potoharja, pakistanske regije Džamu in Kašmir ter višja območja, ki zajemajo vznožja gorovja Himalaja, Karakorum in Hindukuš. Ta območja so odličen habitat za divje živali v obliki alpskih pašnikov, podalpskega grmišča in gozdov zmernega pasu.
Nekatere vrste prostoživečih živali, ki jih najdemo v severnih gorskih območjih in na planoti Potohar, so baral (Pseudois nayaur), evrazijski ris, himalajski goral (Naemorhedus goral), ovca Marka Pola (Ovis ammon polii), svizec (v narodnem parku Deosai) in rumenovrata kuna (Martes flavigula) ter ptičjo vrsto turška kotorna (Alectoris chukar), velika uharica, himalajski monal (Lophophorus impejanus) in himalajski snežni petelin (Tetraogallus himalayensis) ter dvoživke vrste himalajske krastače (Duttaphrynus himalayanus) in žabe Nanorana vicina.
Ogrožene vrste so snežni leopard, himalajski rjavi medved (Ursus arctos isabellinus), indijski volk (Canis lupus pallipes), rezus makak (Macaca mulatta), vijeroga koza, sibirski kozorog (Capra sibirica) in mošusni jelen (Moschus leucogaster). Prisotne vrste ptic so veseli fazan (Catreus wallichii), sokol selec in zahodni tragopan (Tragopan melanocephalus).

## Ravnine Inda in puščave Sindha
Reka Ind in njeni številni vzhodni pritoki Čenab, Ravi, Satledž, Džhelum, Beas se razprostirajo po večini Pandžaba. Ravnina Inda se nadaljuje proti in zavzema večino zahodnega Sinda. Ravnine imajo veliko rečnih reliefnih oblik (vključno s kleči, poplavnimi ravnicami, nasipi, meandri in mrtvicami), ki podpirajo različne naravne biome, vključno s tropskim in subtropskim suhim in vlažnim širokolistnim gozdom ter tropskim in kseričnim grmičevjem (puščava Thal in puščava Čolistan v Pandžabu, Nari in Puščava Thar v Sindu). Bregovi in struge rečnega sistema podpirajo tudi obrežne gozdove, ki kažejo drevesne vrste akacije Vachellia nilotica, bele murve in šišam (Dalbergia sissoo). Takšne geografske oblike reliefa, ki jih spremlja odličen sistem monsunskega podnebja, zagotavljajo odlično zemljo za raznolikost rastlinskih in živalskih vrst. Vendar so ravnine enako privlačne za človeka za kmetijske cilje in razvoj civilizacije.
Nekatere neogrožene vrste sesalcev so nilgav (Boselaphus tragocamelus), navadna lisica, evrazijski šakal in divja svinja, indijski leopard (Panthera pardus fusca), ptičje vrste kot je aleksandrijska papiga (Psittacula eupatria), pegasta sova, črni škarnik, žalostna majna (Acridotheres tristis), smrdokavra, navadni pav, mrki bulbul (Pycnonotus cafer), skalni golob, duplinska kozarka in šikra (Tachyspiza badia), vrste plazilcev naočarka (Naja naja), indijska zvezdasta želva (Geochelone elegans), sindski krait (Bungarus sindanus) in rumeni monitor (Varanus flavescens) ter vrste dvoživk indijska volovska žaba (Hoplobatrachus tigerinus) in indijska marmorirana krastača (Duttaphrynus stomaticus). Nekatere izmed ogroženih vrst sesalcev so čital, indijska antilopa (Antilope cervicapra) (v ujetništvu; izumrla v divjini), indijski jelen, rdeči volk, indijski luskavec (Manis crassicaudata), urial (Ovis vignei) in sindski kozorog (Capra aegagrus blythi), ptičja vrsta belohrbti jastreb (Gyps africanus) in vrste plazilcev črna ribniška želva (Geoclemys hamiltonii) in gangeški gavial (Gavialis gangeticus). Jerebica je ena redkih ptic, ki jih najdemo v puščavi Čolistan.
Močvirski krokodili (Crocodylus palustris) naseljuje kompleks puščavskih mokrišč Deh Akro-II, rezervat za divje živali v puščavi Nara, rezervoar Čotiari in jezero Haledži.

### Zahodno visokogorje, ravnine in puščave
Zahodna regija Pakistana, katere večina je obdana s provinco Beludžistan, ima zapleteno geografijo. V visokogorju se življenjski prostor razlikuje od iglastih gozdov himalajske cedre v Vaziristanu in brina v Ziaratu. Številne gorske verige obdajajo ogromne nižinske planote Beludžistana, skozi katere se razprostira precej zapletena mreža sezonskih rek in solin. Prisotne so tudi puščave, ki kažejo kserično grmičasto vegetacijo v regiji. Datljeve palme in efedra so pogoste sorte puščavskega rastlinstva.
V tej regiji je bil opisan anatolski leopard (Panthera pardus tulliana). Nekatere vrste sesalcev so karakal, beludžistanski gozdni polh (Dryomys niethammeri), blanfordova lisica (Vulpes cana), enogrba kamela, golšasta gazela (Gazella subgutturosa), indijski čobasti ježek (Hystrix indica), dolgouhi jež (Hemiechinus auritus), vijeroga koza, medarski jazbec in progasta hijena (Hyaena hyaena), ptičje vrste brkati ser, ovratničarka (Chlamydotis undulata) in mali sokol, plazilec vrste leopardji gekon (Eublepharis macularius) in gad (Echis) ter dvoživka zelena krastača (Bufotes viridis). Pallasova mačka (Otocolobus manul) živi v skalnatih pobočjih.

### Mokrišča, obalne regije in morsko življenje
V Pakistanu je več zaščitenih mokrišč (v skladu z Ramsarsko konvencijo). Sem spadajo jez Tanda in Thanedar Vala v Khiber Pakhtunkhva, jez Čašma, jez Taunsa in kompleks Učhali v Pandžabu, jezero Haledži, jez Hub in jezero Kindžhar v Sindu, Miani Hor v Beludžistanu. Mokrišča so življenjski prostor za ptice selivke, kot sta kodrasti pelikan (Pelecanus crispus) in žerjav Grus virgo, ter plenilske vrste ribji orel, vodomec, ribiška tigrasta mačka in bengalska mačka (Prionailurus bengalensis) ob obali. Zavetišče za delfine jezova Šašma in Taunsa varuje ogroženega Indskega rečnega delfina, ki živi v sladki vodi.
Vzhodna polovica obale Pakistana je na jugu province Sind, ki vključuje delto reke Ind in obalo Velikega kaškega močvirja. Največje slanovodno mokrišče v Pakistanu je delta reke Ind. Za razliko od mnogih drugih rečnih delt je sestavljena iz glinaste zemlje in je zelo močvirnata. Zahodna obala Velikega kaškega močvirja, vzhodno do delte reke Ind in pod puščavo Tharparkar, je eno redkih krajev, kjer se razmnožujejo veliki plamenci (Phoenicopterus roseus). Je tudi življenjski prostor ogroženih vrst malega florikana (Sypheotides indicus). Za razliko od delte reke Ind ta del obale ni tako močvirnat in kaže grmičasto vegetacijo precej suhih trnatih grmovnic ter močvirskih trav Apluda in Cenchrus.
Vegetacijo delte reke Ind predstavljajo predvsem različne vrste mangrov in vrste bambusa. Delta reke Ind in mangrove Arabskega morja so osredotočena ekoregija WWF. Skoraj 95 % mangrov v delti reke Ind pripada vrsti Avicennia marina. Najdemo zelo majhne zaplate Ceriops roxburghiana in Aegiceras corniculatum. Te so gnezdišča za črtasto kačoglavo (Channa striata), orjaško kačoglavo (Channa marulius), Barilius modestus in številne vrste somov, kot je rita rita. Indijska vitka čepa (Tenualosa ilisha) priplava iz Arabskega morja, da bi se drstila v sladki vodi. Vrste, ki so ljudem pomembne kot hrana, kot sta Tor putitora in velika sladkovodna kozica (vrsta Macrobrachium), so del bogatega vodnega življenja.
Zahodna polovica pakistanske obale je na jugu province Beludžistan. Imenuje se tudi Makranska obala in razstavlja zaščitena območja, kot sta otok Astola in narodni park Hingol. Trije glavni nasadi mangrov na obali so Miani Hor, Kalmat Khor in zaliv Gavatar. Miani Hor je močvirnata laguna na obali v okrožju Lasbela, kjer je podnebje zelo sušno. Viri sladke vode za Miani Hor so sezonska reka Porali. Reka, ki je najbližja drugi laguni, Kalmat Khor, je reka Basol. Gavatar, tretje mesto, je odprt zaliv z ustjem, širokim skoraj tako kot je njegova dolžina. Njegov sladkovodni vir je reka Dašt, največja sezonska reka Beludžistana. Vsi trije zalivi rastejo predvsem z vrsto mangrov A. marina. Pakistan načrtuje tudi sanacijo zaradi mangrov degradiranih območij v Sonmianiju in Dživaniju v Beludžistanu.
Ob obalah plaž Astola in Ormara v Beludžistanu ter plaž Hawke's Bay in Sandspit v Sindu so gnezdišča petih ogroženih vrst morskih želv: orjaška črepaha (Chelonia mydas), glavata kareta, prava kareta (Eretmochelys imbricata), zelenkasta želva (Lepidochelys olivacea) in orjaška usnjača (Dermochelys coriacea). V pelagičnem območju morja najdemo tudi morske kače, kot je rumenotrebušna morska kača (Hydrophis platurus). Mokrišča v Pakistanu so tudi dom močvirskega krokodila (Crocodylus palustris), ki ima raje sladkovodni habitat.

## Izumrli
Regionalno izumrle vrste v Pakistanu so:
- Indijski nosorog (od 17. stoletja)[9]
- Azijski slon[10]
- Azijski lev (Panthera leo leo)[[11][12]
- Azijski gepard (Acinonyx jubatus venaticus)[13]
- Bengalski tiger[14]
- Močvirski jelen ali barasinga (Rucervus duvaucelii)[15]
- Indijski divji osel (Equus hemionus khur) (od postavitve ograjene meje pri Sir Creeku med Indijo in Pakistanom).[16]
- Kašmirski jelen (Cervus hanglu hanglu) (morda izumrl).[17]